# Fissidens subelamellosus
Fissidens subelamellosus är en bladmossart som beskrevs av Hugh Neville Dixon 1929. Fissidens subelamellosus ingår i släktet fickmossor, och familjen Fissidentaceae. Inga underarter finns listade i Catalogue of Life.